# 東根インターチェンジ

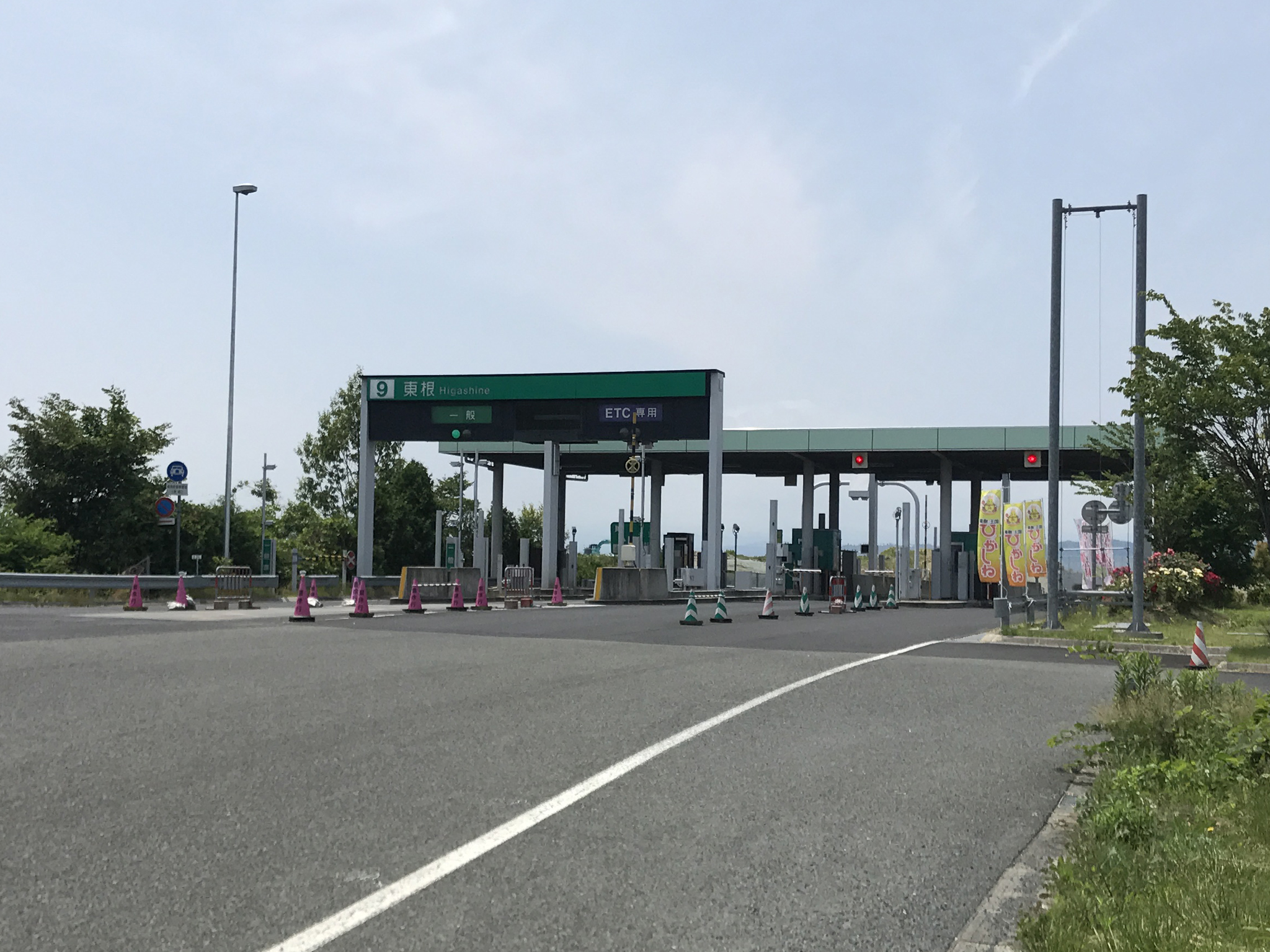
かつて設置されていた料金所（2017年6月撮影）

東根インターチェンジ（ひがしねインターチェンジ）は、山形県東根市にある東北中央自動車道のインターチェンジである。山形空港付近に位置し、最寄りのICでもあるほか、同市と隣接する河北町にも程近い。

## 歴史
- 2002年（平成14年）9月16日 : 山形上山IC - 東根IC間開通に伴い、供用開始[1]。
- 2017年（平成29年）12月1日 : 天童本線料金所の供用に伴い当IC料金所を廃止[2]。
- 2019年（平成31年）3月23日 : 東根IC - 東根北IC間開通[3]。

## 周辺
- 山形空港
- 道の駅河北

## 接続する道路
- 国道287号

## 料金所
2017年（平成29年）12月1日までは当IC出入口に料金所が設置されていたが、当IC以北が新直轄方式（無料区間）で整備されることになり天童IC - 当IC間に天童本線料金所が設置され、同年12月1日に供用開始された。これに伴い当IC出入口の料金所は廃止された。

## 隣
E13 東北中央自動車道
(16) 天童IC - 天童TB - (17) 東根IC - (18) 東根北IC